# Astragalus cremnophylax
Astragalus cremnophylax là một loài thực vật có hoa trong họ Đậu. Loài này được Barneby miêu tả khoa học đầu tiên.

## Hình ảnh

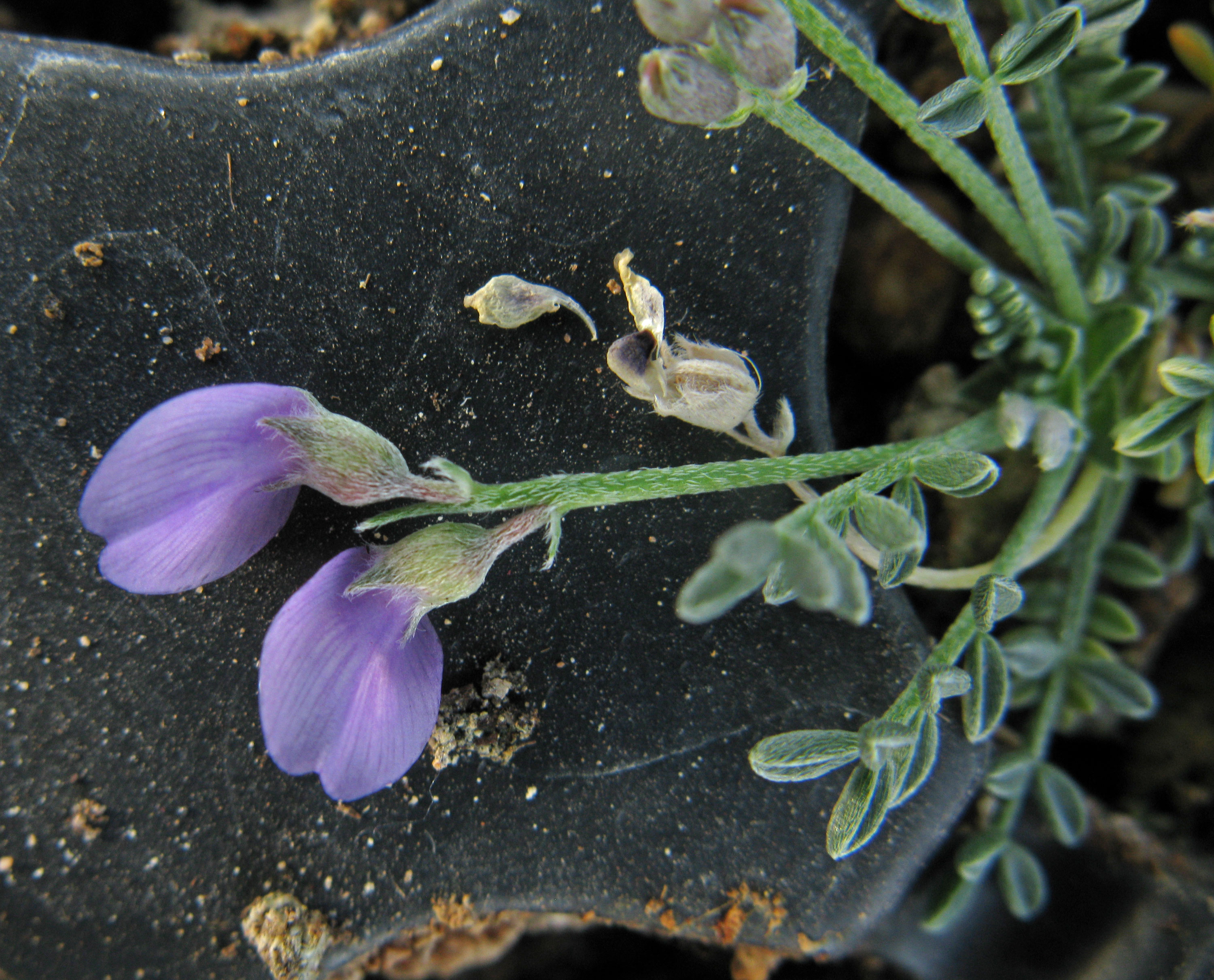